# Байльштайн (Вюртемберг)
Байльштайн (нім. Beilstein) — місто в Німеччині, знаходиться в землі Баден-Вюртемберг. Підпорядковується адміністративному округу Штутгарт. Входить до складу району Гайльбронн.
Площа — 25,25 км2. Населення становить 6224 ос. (станом на 31 грудня 2020).